# Walczak
Walczak – element obiegowego kotła parowego albo grzewczego, będący cylindrycznym zbiornikiem ciśnieniowym, albo inny zbiornik o podobnym kształcie i funkcji. 
Jest to cylindryczny zbiornik zakończony dennicą lub ścianą sitową. Czasem przechodzi w inny element kotła np. stojak, dymnicę.

## Podział
- Parowo-wodny – z lustrem wody, w którym następuje rozdzielenie pary wodnej od wody
- Wodny – w całości wypełniony wodą. Przeważnie dostarcza od dołu wodę do opłomek w kotłach stromorurowych
- Parowy – w całości wypełniony parą. Rzadko stosowany w starych kotłach, zastąpiony kołpakiem.

Dla większych ciśnień nie można stosować już walczaka ponieważ nie następowałoby odseparowanie pary mokrej od cieczy. Aby można było zwiększać ciśnienie i aby układ działał prawidłowo, to znaczy oddzielał skutecznie parę mokrą od wody, stosuje się butle separacyjne. Są one szeroko stosowane przy rozruchach przepływowych kotłów parowych.

## Zasada działania
- Z dolnej części walczaka pobiera się wodę, która płynie rurami opadowymi, a następnie wznoszącymi i zaczyna wrzeć (płynie do góry dzięki konwekcji).
- Mieszanina parowo-wodna zostaje wprowadzona do walczaka, gdzie następuje grawitacyjne oddzielenie pary mokrej od wody.
- Woda jest ponownie doprowadzana do wrzenia w rurach wznoszących, a para mokra jest pobierana z górnej części walczaka i jest kierowana do pierwotnego przegrzewacza pary, gdzie staje się parą suchą – przegrzaną.

Woda jest cały czas doprowadzana do kotła poprzez podgrzewacz wody umieszczony w kotle.